# Javier Fesser

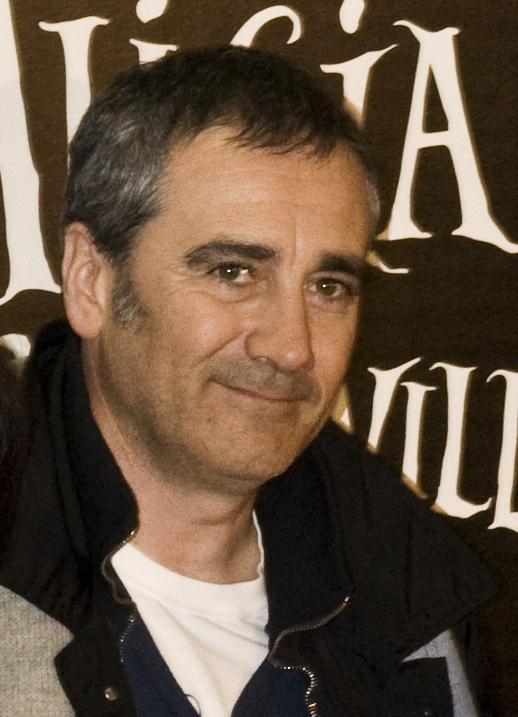

Javier Fesser (Madrid 1964) é um cineasta e argumentista espanhol.
Estudou na faculdade de comunicação da Universidade Complutense de Madri e em 1986 fundou a produtora Línea Films
Seu irmão Guillermo Fesser é um famoso jornalista.  

## Filmografia
- Camino (2008)
- Binta y la gran idea (2004)
- La gran aventura de Mortadelo y Filemón (2003)
- El milagro de P. Tinto (1998)
- El secdleto de la tlompeta (1995)
- Aquel ritmillo (1995)

## Prêmios
- 2007 Academy Award for Live Action Short Film (Nomination)